# 30e Mobiele Brigade (Duitsland)
De Duitse 30e Mobiele Brigade was een Duitse mobiele brigade tijdens de Tweede Wereldoorlog. De brigade werd op 7 maart 1943 opgericht. De brigade bestond uit drie fietsbataljons en stond onder leiding van Oberstleutnant Freiherr von und zu Aufsess. Tijdens het bestaan was de brigade altijd in Noordwest-Frankrijk gelegerd. In juni 1944, toen de geallieerde invasie in Normandië plaatsvond, was de brigade opgesteld in het achterland van Normandië. 
In juli 1944, tijdens de Slag om Normandië, werd de brigade vernietigd en formeel opgeheven. 